# Aristotelia leonhardi
Aristotelia leonhardi is een vlinder uit de familie tastermotten (Gelechiidae). De wetenschappelijke naam is voor het eerst geldig gepubliceerd in 1907 door Krone.
De soort komt voor in Europa.